# Symphyodon echinatus
Symphyodon echinatus är en bladmossart som beskrevs av Georg Friedrich von Jaeger 1878. Symphyodon echinatus ingår i släktet Symphyodon och familjen Daltoniaceae. Inga underarter finns listade i Catalogue of Life.